# Vasselay
Vasselay ist eine französische Gemeinde mit 1.569 Einwohnern (Stand: 1. Januar 2022) im Département Cher in der Region Centre-Val de Loire. Sie gehört zum  Arrondissement Bourges und zum Kanton Saint-Martin-d’Auxigny.

## Geographie
Vasselay liegt etwa acht Kilometer nördlich von Bourges in der Sologne. An der östlichen Gemeindegrenze verläuft der Fluss Moulon, im Südosten sein späterer Zufluss Auraine. Im Westen entspringt das Flüsschen Annain, das zur Yèvre entwässert. 
Umgeben wird Vasselay von den Nachbargemeinden Saint-Martin-d’Auxigny im Norden, Saint-Georges-sur-Moulon im Nordosten, Fussy im Osten, Bourges im Süden, Saint-Doulchard im Südwesten sowie Saint-Éloy-de-Gy im Westen.

## Bevölkerungsentwicklung
| Jahr                      | 1962 | 1968 | 1975 | 1982 | 1990 | 1999 | 2006 | 2013 |
| Einwohner                 | 585  | 645  | 647  | 735  | 1020 | 1095 | 1136 | 1278 |
| Quelle: Cassini und INSEE |      |      |      |      |      |      |      |      |

## Sehenswürdigkeiten
- Kirche Saint-Julien